# امامزاده خضر (همدان)
امامزاده خضر در محله خضر در شمال شرقی همدان بر فراز تپه‌ای قرار دارد. نقشهٔ بنا مربع به ابعاد ۴ و نیم متر در هر ضلع است که سقفی گنبدی بر بالای آن زده شده‌است. آنچه بیش از همه در این بنا چشم‌گیر است، تزئینات خطی زیبا و نفیسی است که بر حاشیه چهار طرف جبهه داخلی اضافه شده‌است.
در این بنا کتیبه‌هایی به خط کوفی و خط ثلث مشاهده می‌شود. در حاشیهٔ بالای دیوار از گوشهٔ سمت راست به طرف محراب نیز کتیبه‌ای شامل اشعار فردوسی به خط ثلث برجسته گچ‌بری شده‌است.